# 傷だらけのラブソング
『傷だらけのラブソング』（きずだらけのラブソング）は、2001年10月9日から12月18日まで、関西テレビ放送（KTV）とメディアミックス・ジャパン（MMJ）の共同制作によりフジテレビ系の「火曜22時の連続ドラマ」枠で放送されたテレビドラマ。主演は高橋克典で、中島美嘉の歌手・女優デビュー作。

## あらすじ
ラーメン屋の店長を務める吉村浩輔はかつて売れっ子の音楽プロデューサーだったが、ある事件により業界から追放された過去を持つ。ある日、浩輔は素行が荒れていた島崎未来と出会う。未来が歌う「アメイジング・グレイス」を聞いた浩輔はその才能に惚れ込み、歌手としてデビューさせようとする。
でもそれは浩輔が音楽業界に復帰するということを意味する。吉村は昔の仲間や知人を頼りに業界復帰を試みるが、当時の上司が復帰を阻み、未来の非行歴が写真記事に載るなど様々な苦難が二人を襲う。しかし、「人は変われるんだ」と強く信じ、夢に向かって突き進んでいく。

## キャスト
吉村浩輔〈36〉
演 - 高橋克典
元売れっ子音楽プロデューサーでありグローバルサウンドに所属していたが、盗作疑惑で業界から追放され、不本意ながらラーメン屋で店長として働く。
川原由佳〈20〉
演 - 加藤あい
吉村の妹（異母兄妹）。音楽関係の専門学校に通う。吉村のことを思うあまり未来に嫉妬し、一時期、江崎と組み、未来と吉村を引き離そうとする。
島崎未来〈18〉
演 - 中島美嘉
不良グループと行動を共にする日々を送るが音楽が大好きで、ある日1人でうたっているところを吉村に見つかり歌手としての才能を見出され、最初は断っていたが、吉村の熱意に心を動かされ、歌手としての夢を抱くようになる。
工藤康之〈50〉
演 - 西岡徳馬
グローバルサウンド（レコード会社）幹部。吉村の盗作問題で損害を被り、業界復帰を妨害する。
加藤佐和子〈25〉
演 - 畑野浩子
グローバルサウンド社員。江崎の恋人。未来にババアと言われる。
坂井圭司〈35〉
演 - 石原良純
医者。吉村の同級生で親友。
島崎綾〈38〉
演 - 川島なお美
未来の母。未来が幼い頃に離婚、新宿で小さなスナックを営みながら女手ひとつで未来を育てる。
江崎正彦〈30〉
演 - 金子賢
売れっ子音楽プロデューサー。グローバルサウンド所属。吉村の後輩であり吉村の才能を認めており、吉村の業界復帰を恐れる。
田代美紀
演 - 矢沢心
由佳のクラスメイト。歌手志望。
真司
演 - 塚本高史
吉村と同じラーメン屋で働く。よく店を空ける吉村に不信感を抱きながらも、気にかけている。
田村良二
演 - 深水元基
未来が行動を共にする不良グループのリーダー。未来に好意を寄せている。
圭太
演 - 玉木宏
不良グループのメンバー。
アキ
演 - 神谷涼
未来と同じ不良グループ。良二に好意を寄せており、未来を疎ましく思っている。
安田杏子
演 - 相田翔子
ゲームソフト会社代表取締役社長。あるバンドをデビューさせる為、吉村にプロデュースを依頼する。
尾崎喜隆
演 - 長谷川初範
未来の父。綾と離婚したあと再婚し家庭を持ち、千葉でフラワーショップを営む。
加納美穂
演 - 川上麻衣子
元人気歌手。引退後はジャズクラブのシンガーとなる。吉村とは旧知の仲。
片岡龍二
演 - 峰岸徹
写真雑誌の記者。吉村の盗作疑惑をスクープ記事にした。

## スタッフ
- 脚本 - 尾崎将也
- 演出 - 二宮浩行（MMJ）、今井和久（MMJ）
- プロデューサー - 三宅喜重（関西テレビ）、東城祐司・伊藤達哉（いずれもMMJ）
- 音楽 - 寺嶋民哉
- 音響効果 - 仲西匡
- 技斗 - 山田一善[1]、宮崎剛[1]
- 技術協力 - テイクシステムズ
- 美術協力 - 東京美工
- スタジオ - レモンスタジオ
- 協力 - ソニー・ミュージックエンタテインメント
- 制作 - 関西テレビ、MMJ

## 楽曲
- 主題歌 - 中島美嘉「STARS」
- 挿入歌 - 小久保淳平「道標」
- 劇中歌 - 高橋克典「STARS」（後にリリースされるシングル「熱くなれ!」のC/Wに収録）
- 中島美嘉は「アメイジング・グレイス」、ベット・ミドラーの「The Rose」、DREAMS COME TRUEの「すき」、田村直美の「Feel my way どんな時がきても」、小柳ゆきの「can't hold me back」を劇中で歌った。また後日シングルとして発売された「CRESCENT MOON」も最終回のエンディングで歌唱した。ただし、後に発売されたDVDでは放映時と異なり、ベット・ミドラーの「The Rose」については、版権の関係から小柳ゆきの「can't hold me back」に差し替えられた。

## 現実とのリンク
ドラマ内だけでなく、実社会でも中島美嘉は新人歌手として「STARS」でデビュー。最終話の後半では、実際に“中島美嘉”として取材を受ける映像·ポスター·CDが販売されている映像が挿入されている。歌手として、正にスターへの階段を上る事となった。

## 受賞歴
- 第31回ザテレビジョンドラマアカデミー賞[2]
  - 新人俳優賞（中島美嘉）

## サブタイトル
| 各話                                                      | 放送日   | サブタイトル           | 演出     | 視聴率 |
| --------------------------------------------------------- | -------- | ---------------------- | -------- | ------ |
| 第1話                                                     | 10月09日 | 奇跡の歌声             | 二宮浩行 | 11.7%  |
| 第2話                                                     | 10月16日 | 復活への序曲           | 二宮浩行 | 8.7%   |
| 第3話                                                     | 10月23日 | お前を信じる!          | 今井和久 | 11.3%  |
| 第4話                                                     | 10月30日 | デモテープ!!           | 今井和久 | 9.7%   |
| 第5話                                                     | 11月06日 | 幻の路上ライブ         | 二宮浩行 | 8.6%   |
| 第6話                                                     | 11月13日 | お前の歌が歌いたい!    | 三宅喜重 | 10.0%  |
| 第7話                                                     | 11月20日 | 涙の初ライブ           | 今井和久 | 8.2%   |
| 第8話                                                     | 11月27日 | お前の曲を待っている!  | 二宮浩行 | 10.0%  |
| 第9話                                                     | 12月04日 | 自分の力を信じたい!    | 三宅喜重 | 8.8%   |
| 第10話                                                    | 12月11日 | 一曲だけのコンサート!! | 今井和久 | 10.3%  |
| 最終話                                                    | 12月18日 | ラストコンサート       | 二宮浩行 | 10.0%  |
| 平均視聴率 9.7%（視聴率は関東地区・ビデオリサーチ社調べ） |          |                        |          |        |